# Girau do Ponciano
Girau do Ponciano este un oraș în statul Alagoas (AL) din Brazilia.